# العلاقات البنينية القطرية
العلاقات البنينية القطرية هي العلاقات الثنائية التي تجمع بين بنين وقطر.

## مقارنة بين البلدين
هذه مقارنة عامة ومرجعية للدولتين:
| وجه المقارنة                                              | بنين            | قطر           |
| --------------------------------------------------------- | --------------- | ------------- |
| المساحة (كم2)                                             | 114.76 ألف      | 11.44 ألف     |
| عدد السكان (نسمة)                                         | 11.18 مليون     | 2.64 مليون    |
| الكثافة السكانية (ن./كم²)                                 | 97.42           | 230.77        |
| العاصمة                                                   | بورتو نوفو      | الدوحة        |
| اللغة الرسمية                                             | لغة فرنسية      | اللغة العربية |
| العملة                                                    | فرنك غرب أفريقي | ريال قطري     |
| الناتج المحلي الإجمالي (بليون دولار)                      | 9.27 مليار      | 167.61 مليار  |
| الناتج المحلي الإجمالي (تعادل القوة الشرائية) بليون دولار | 22.38 مليار     | 316.40 مليار  |
| الناتج المحلي الإجمالي الاسمي للفرد دولار أمريكي          | 762             | 73.65 ألف     |
| الناتج المحلي الإجمالي للفرد دولار أمريكي                 | 2.03 ألف        | 141.54 ألف    |
| مؤشر التنمية البشرية                                      | 0.480           | 0.850         |
| رمز المكالمات الدولي                                      | +229            | +974          |
| رمز الإنترنت                                              | .bj             | .qa           |
| المنطقة الزمنية                                           | ت ع م+01:00     | ت ع م+03:00   |

## منظمات دولية مشتركة
يشترك البلدان في عضوية مجموعة من المنظمات الدولية، منها:
| علم المنظمة | اسم المنظمة                               | تاريخ انضمام بنين | تاريخ انضمام قطر |
| ----------- | ----------------------------------------- | ----------------- | ---------------- |
|             | يونسكو                                    | 18 أكتوبر 1960    | 27 يناير 1972    |
|             | وكالة ضمان الاستثمار متعدد الأطراف        | 26 سبتمبر 1994    | 22 أكتوبر 1996   |
|             | الأمم المتحدة                             | 20 سبتمبر 1960    | 21 سبتمبر 1971   |
|             | الاتحاد البريدي العالمي                   | ?                 | ?                |
|             | البنك الدولي للإنشاء والتعمير             | 10 يوليو 1963     | 25 سبتمبر 1972   |
|             | منظمة التعاون الإسلامي                    | ?                 | ?                |
|             | منظمة حظر الأسلحة الكيميائية              | ?                 | ?                |
|             | الاتحاد الدولي للاتصالات                  | 1961              | 27 مارس 1973     |
|             | مؤسسة التمويل الدولية                     | 5 فبراير 1987     | 11 أكتوبر 2008   |
|             | المركز الدولي لتسوية المنازعات الاستشارية | 14 أكتوبر 1966    | 20 يناير 2011    |
|             | منظمة التجارة العالمية                    | ?                 | ?                |
|             | منظمة الشرطة الجنائية الدولية             | ?                 | ?                |

## وصلات خارجية
- موقع وزارة الخارجية البنينية
- موقع وزارة الخارجية القطرية